# Toniniopsis obscura
Toniniopsis obscura — вид грибів, що належить до монотипового роду  Toniniopsis.